# Make Mine Music
Make Mine Music és una pel·lícula d'antologia musical d'animació estatunidenca de 1946 produïda per Walt Disney i estrenada per RKO Radio Pictures. És el 8è llargmetratge d'animació de Disney, estrenat el 20 d'abril de 1946.
Durant la Segona Guerra Mundial, gran part del personal de Walt Disney va ser reclutat a l'exèrcit, i els que quedaven van ser cridats pel govern dels EUA per fer pel·lícules d'entrenament i propaganda. Com a resultat, l'estudi estava ple d'idees inacabades per històries. Per tal de mantenir viva la divisió de llargmetratges durant aquest temps difícil, l'estudi va llançar sis paquets de pel·lícules, inclosa aquesta, formada per diversos segments musicals sense relació entre ells. Aquesta és la tercera pel·lícula de paquet, després de Saludos Amigos i The Three Caballeros. La pel·lícula va ser presentada al Festival de Cannes de 1946.

## Segments de pel·lícula
Aquesta pel·lícula en particular té deu segments d'aquest tipus.

### The Martins and the Coys
El popular grup vocal de ràdio The King's Men canta la història de l'estil del conflicte entre els Hatfield i els McCoy a les muntanyes. La baralla es trenca quan Grace Martin i Henry Coy, dos joves de cada bàndol, s'enamoren sense voler-ho. Aquest segment va ser posteriorment censurat a partir de l'estrena del vídeo de la pel·lícula als Estats Units a causa de les objeccions de la direcció a la representació de l'ús d'armes a la pel·lícula.

### Blue Bayou
Aquest segment presentava animacions originalment pensades per a Fantasia utilitzant la composició musical de Claude Debussy Clair de Lune de la Suite bergamasque. Presentava dues garcetes volant pels Everglades en una nit de lluna. No obstant això, quan es va publicar Make Mine Music, Clair de Lune va ser substituïda per la nova cançó Blue Bayou, interpretada pels Ken Darby Singers. Tanmateix, la versió original del segment encara sobreviu.

### All the Cats Join In
Aquest segment va ser una de les dues seccions en què hi van contribuir Benny Goodman i la seva orquestra. La seva música es reproduïa sobre imatges dibuixades amb el llapis d'un animador mentre passava l'acció. L'escena representada adolescents hipsters de la dècada del 1940, sent arrossegats per música popular. Aquest segment inclou una nuesa femenina lleu que es va editar tant als llançaments de DVD als Estats Units com al Regne Unit, tot i que els llançaments de vídeos casolans japonesos de la pel·lícula inclouen una nuesa femenina lleu intacta i sense censura.

### Without You
Aquest segment és una balada de l'amor perdut, cantada per Andy Russell.

### Casey at the Bat
Aquest segment va comptar amb Jerry Colonna, recitant el poema també titulat "Casey at the Bat" d'Ernest Thayer, sobre l'arrogant jugador de beisbol l'arrogancia del qual va ser la seva perdició. L'escenari és la ciutat de Mudville el 1902. S'exageren o es modifiquen uns moments i s'afegeix música. Un dibuix animat seqüela d'aquest segment anomenat Casey Bats Again es va estrenar el 18 de juny de 1954.

### Two Silhouettes
Aquest segment va comptar amb dos ballarins de ballet d'acció en viu amb rotoscopi, David Lichine i Tania Riabouchinskaya, que es movien en siluetes amb fons i personatges animats. Els ballarins van acompanyats de dos putti, també en silueta. Dinah Shore va cantar la cançó del títol.

### Peter and the Wolf
El segment "Peter and the Wolf" és una dramatització animada de la composició musical Pere i el llop de 1936 de Sergei Prokófiev, amb narració de l'actor Sterling Holloway. Un nen rus anomenat Peter marxa al bosc a caçar el llop amb els seus amics animals: un ocell que es diu Sascha, un ànec que es diu Sonia i un gat que es diu Ivan. Igual que a la peça de Prokófiev, cada personatge està representat amb un acompanyament musical específic: Peter amb el quartet de corda, Sascha amb la flauta, Sonia amb l'oboè, Ivan amb el clarinet, l'avi pel fagot, el tret de les armes dels caçadors per part de els timbals, i el llop malvat principalment per tompes i plats.

### After You've Gone
Aquest segment tornava a presentar Benny Goodman i The Goodman Quartet (Teddy Wilson, Cozy Cole i Sid Weiss) com a sis instruments antropomorfitzats (piano, baix, caixó i bombo, plat i clarinet) que desfilaven per un escenari pati.

### Johnnie Fedora and Alice Bluebonnet
Aquest segment explicava la història romàntica de dos barrets que es van enamorar a l'aparador d'un gran magatzem de la ciutat de Nova York. Quan Alice Bluebonnet es va vendre, Johnnie Fedora es va dedicar a trobar-la de nou. Finalment, per pura casualitat, es retroben i viuen feliços per sempre junts, costat per costat. The Andrews Sisters van posar la veu. Com els altres segments, més tard es va estrenar als cinemes. Es va estrenar com a tal el 21 de maig de 1954.

### Finale:The Whale Who Wanted to Sing at the Met
El segment final, el final de la pel·lícula, és una història agredolça sobre un catxalot (anomenat Willie) amb un talent musical increïble i els seus somnis de cantar una gran òpera. S'escampa un rumor per tota la ciutat sobre una balena operística, però aparentment està desmentit, per això l'empresari miope Tetti-Tatti creu que la balena s'ha empasat un cantant d'òpera. Ho conclou després d'estudiar la història de Jonàs.
Tetti-Tatti es proposa “rescatar” la seva inexistent pedrera, els diaris anuncien que anava a la mar. Whitey, l'amic de la gavina de Willie, porta el diari emocionat a Willie, tots els seus amics creuen que aquesta és la seva gran oportunitat, així que surt a trobar el vaixell i cantar per a Tetti-Tatti. Els troba, i en sentir cantar a Willie, Tetti-Tatti arriba a creure que Willie s'ha empassat no un, sinó tres cantants (a causa que té tres úvules, cadascuna amb un rang de veu diferent; tenor, baríton i baix) i els persegueix. ell amb un arpó en una barca amb tres tripulants. En sentir cantar la balena, els tripulants intenten evitar que l'obstinat i enganyat Tetti-Tatti mati la balena, ja que volen continuar escoltant-lo cantar, fins al punt de lligar en Tetti-Tatti asseguts sobre ell. A continuació, segueix un muntatge del que seria la futura carrera de Willie en la interpretació d'òpera a l'escenari del Metropolitan Opera (el Met del títol), amb Tetti-Tatti que finalment s'hauria convençut del contrari. Al final, la realitat colpeja quan Tetti-Tatti aconsegueix arponar i matar Willie, però el narrador explica aleshores que la veu de Willie (ara en mil, cada una més daurada que abans) cantarà al cel. Nelson Eddy va narrar i interpretar totes les veus d'aquest segment. Com a Willie el catxalot, Eddy va cantar, entre d'altres, Shortnin' Bread, "Largo al factotum" d'Il barbiere di Seiviglia i les tres veus masculines a la primera part del Sextet de l'òpera de Donizetti, Lucia di Lammermoor. Al final, se'l veu cantant Mag der Himmel Euch Verbegen de l'òpera Martha de Friedrich Wilhelm Riese.
Quan es tanquen les cortines, s'acaba la pel·lícula.

## Repartiment
| Actor                 | Rols                                                            |
| --------------------- | --------------------------------------------------------------- |
| Nelson Eddy           | Narrador; personatges (The Whale Who Wanted to Sing at the Met) |
| Dinah Shore           | Cantant (Two Silhouettes)                                       |
| Benny Goodman         | Músic (All the Cats Join In/After You've Gone)                  |
| Les germanes Andrews  | Cantants (Johnnie Fedora and Alice Bluebonnet)                  |
| Jerry Colonna         | Narrador (Casey at the Bat)                                     |
| Sterling Holloway     | Narrador (Peter and the Wolf)                                   |
| Andy Russell          | Cantant (Without You)                                           |
| David Lichine         | Ballarina (Two Silhouettes)                                     |
| Tania Riabouchinskaya | Ballarina (Two Silhouettes)                                     |
| The Pied Pipers       | Cantants (All the Cats Join In)                                 |
| The King's Men        | Cantants (The Martins and the Coys)                             |
| The Ken Darby Singers | Cantants (Blue Bayou)                                           |

## Música
| Núm. | Títol                                 | Intèrpret(s)                        | Durada |
| ---- | ------------------------------------- | ----------------------------------- | ------ |
| 1.   | «Make Mine Music»                     | Disney Studio Chorus                |        |
| 2.   | «The Martins and the Coys»            | The King's Men                      |        |
| 3.   | «Blue Bayou»                          | The Ken Darby Singers               |        |
| 4.   | «All the Cats Join In»                | Benny Goodman and His Orchestra     |        |
| 5.   | «Without You»                         | Andy Russell                        |        |
| 6.   | «Casey at the Bat»                    | Jerry Colonna                       |        |
| 7.   | «Two Silhouettes»                     | Dinah Shore                         |        |
| 8.   | «Peter and the Wolf»                  | Sterling Holloway                   |        |
| 9.   | «After You've Gone»                   | Benny Goodman & The Goodman Quartet |        |
| 10.  | «Johnnie Fedora and Alice Bluebonnet» | The Andrews Sisters                 |        |

## Publicació
Make Mine Music es va estrenar inicialment als cinemes el 1946. Com moltes altres pel·lícules antològiques de la dècada de 1940, mai va rebre una àmplia reedició a cinemes. En canvi, els seus diferents segments es van separar i es van estrenar com a curtmetratges separats o utilitzats com a segments als programes de televisió de Disney.

### Mitjans domèstics
Make Mine Music es va publicar originalment en vídeo domèstic al Japó el 21 d'octubre de 1985. Tots els seus segments (excepte Without You i Martins and the Coys) s'havien llançat en vídeo domèstic als EUA des que es van mostrar a la sèrie de televisió The Magical World of Disney i/o només es van publicar com a curts.
Casey at the Bat va aparèixer al llançament de VHS de Disney's Tall Tales el 1985.
Blue Bayou, All the Cats Join in, Two Silhouettes, After You've Gone i The Whale Who Wanted To Sing At The Met es van presentar al VHS, The Wonderful World of Disney: Music for Everybody l' any 1986.
Peter and the Wolf es va publicar per primera vegada al Storybook Classics VHS l'any 1982 i finalment es va unir a la sèrie de Walt Disney Mini Classics (juntament amb Willie the Operatic Whale) i a la col·lecció Favorite Stories.
Johnnie Fedora i Alice Bluebonnet es van publicar en disc làser el 1999 com a part de la caixa de disc The Disneyland Anthology 3, ja que era un segment de l'episodi Adventures in Fantasy a la cara 5. La pel·lícula real es va estrenar en VHS i DVD el 6 de juny de 2000 sota la línia Walt Disney Gold Classic Collection. Van editar aquest comunicat per eliminar els Martins ahd the Coys, que contenia un enfrontament armat còmic que no es va considerar adequat per als nens, així com l'edició de la imatgeria sexualitzada en All the Cats Join In. El DVD conté com extres els curts Music Land (1935) i Farmyard Symphony (1938) de la sèrie Silly Simphonies i The Band Concert (1935).
Fora dels Estats Units, Make Mine Music no ha estat en gran part disponible en DVD i VHS. Tanmateix, ha estat disponible a Escandinàvia tant en VHS (1983) com en DVD (2006) i des de 2013 en DVD al Regne Unit (amb The Martins and the Coys intactes, però encara s'hi van editar les imatges sexualitzades a All the Cats Join In). Aquesta i The Adventures of Ichabod and Mr. Toad són les dues úniques pel·lícules d'animació de Disney que mai no s'han estrenat al DVD de la Regió 4 a Austràlia; tanmateix, The Adventures of Ichabod and Mr. Toad sí que es va estrenar en VHS a Austràlia l'any 2000.
Després de romandre a Disney Vault durant 21 anys, Disney va llançar Make Mine Music i Melody Time per primera vegada en Blu-ray, a través del seu lloc web de Disney Movie Club el 2 de novembre de 2021. Malgrat els informes explícits del servei d'atenció al client de Disney que confirmen que aquest llançament no seria tallat i esmenta de manera explícita que el llançament inclouria els deu segments musicals, els discos reals contenien la versió censurada de la pel·lícula del 2000, editant els títols inicials de manera inconsistent juntament amb l'eliminació de "Martins and Coys" i les edicions de la seqüència "All the Cats Join In". L'embalatge també inclou avisos de contingut de manera inconsistent mentre esmenten que inclouen nou seqüències. Els membres del Movie Club han iniciat una petició per sol·licitar una explicació sobre la informació conflictiva donada abans del llançament i l'embalatge i l'edició inconsistents en aquesta edició, amb l'esperança que Disney ofereixi un programa de reemplaçament de disc per incloure la versió completa de la pel·lícula tal com va anunciar i confirmar Disney Movie Club abans de l'estrena.

## Recepció

### Taquilla
La pel·lícula va recaptar 2.085.000 dòlars en lloguers nacionals als Estats Units i Canadà. De forma acumulada, va recaptar 3.275.000 dòlars en lloguers a tot el món.

### Reacció crítica
Abel Green de Variety va afirmar que "l'animació, el color i la música, el swing versus la simfa i la imaginació, l'execució i la delineació, que aquesta obra de Disney (dos anys en procés) pot cridar més atenció encara. La barreja de dibuixos animats amb acció humana s'ha evidenciat abans; aquí Disney ha conservat tots els seus personatges en la seva forma artística bàsica, però els ha dotat de qualitats humanes, veus i tractaments, la qual cosa és un pas més en el camp on els dibuixos animats es graduen en el camp dels clàssics." Harrison's Reports va considerar que alguns dels curts eren "més entretinguts que altres, però tots són bons, i cadascun té alguna cosa per agradar als espectadors de tots els gustos i edats. És una combinació deliciosa de comèdia, música, patetisme, animació i color, amb un tractament molt imaginatiu."
Bosley Crowther, en una ressenya per The New York Times, va elogiar la pel·lícula com "una abstracció brillant en què instruments musicals fantàstics ballen alegrement sobre discos de colors lliscants, jocs de dits que corren alegrement cap avall per cintes de tecles de piano i notes musicals volen ferotgement a través de l'ambient multicolor, tot amb el formiguejant acompanyament del quartet de Benny Goodman tocant l'antiga i melodiosa cançó trista, "After You're Gone". El color, la forma i la música es barregen dinàmicament en aquest fragment, i s'aconsegueix de manera emocionant un estimulant ric del ritme sensual." Edwin Schallert del Los Angeles Times va escriure que Make Mine Music era "una imatge de molta inventiva i imaginació. Com més lleugera és la imatge, es podria assenylar que més es demostra la seva excel·lència. I tot i que la música és la nota principal de la producció, s'engloba fins a la comèdia i molt al swing."
Actualment, la pel·lícula té una puntuació del 70% a Rotten Tomatoes, amb una puntuació mitjana de 6,5/10. El consens crític del lloc diu: "Aquesta col·lecció de curtmetratges de temàtica musical no arriba a les cotes artístiques de Fantasia, però està ben animada i sobretot molt divertida".